# Notamphisopus dunedinensis
Notamphisopus dunedinensis is een pissebed uit de familie Phreatoicidae. De wetenschappelijke naam van de soort is voor het eerst geldig gepubliceerd in 1906 door Charles Chilton.